# Uzos
Uzos (prononcé [yzɔs] ; en béarnais Usos) est une commune française, située dans le département des Pyrénées-Atlantiques en région Nouvelle-Aquitaine.
Le gentilé est Uzossien.

## Géographie

### Localisation
La commune d'Uzos se trouve dans le département des Pyrénées-Atlantiques, en région Nouvelle-Aquitaine.
Elle se situe à 5,6 km par la route de Pau, préfecture du département, et à 13 km de Nay, bureau centralisateur du canton d'Ouzom, Gave et Rives du Neez dont dépend la commune depuis 2015 pour les élections départementales.
La commune fait en outre partie du bassin de vie de Pau.
Les communes les plus proches sont : 
Mazères-Lezons (1,1 km), Rontignon (1,4 km), Aressy (1,8 km), Bizanos (2,1 km), Meillon (2,5 km), Gelos (2,7 km), Narcastet (2,8 km), Idron (3,4 km).
Sur le plan historique et culturel, Uzos fait partie de la province du Béarn, qui fut également un État et qui présente une unité historique et culturelle à laquelle s’oppose une diversité frappante de paysages au relief tourmenté.

### Communes limitrophes
Les communes limitrophes sont  Aressy, Gelos, Mazères-Lezons et Rontignon.
| Mazères-Lezons |      | Aressy    |
|                | Uzos |           |
| Gelos          |      | Rontignon |

### Géologie et relief
La superficie de la commune est de 352 hectares ; son altitude varie de 182  à   342 mètres.

### Hydrographie

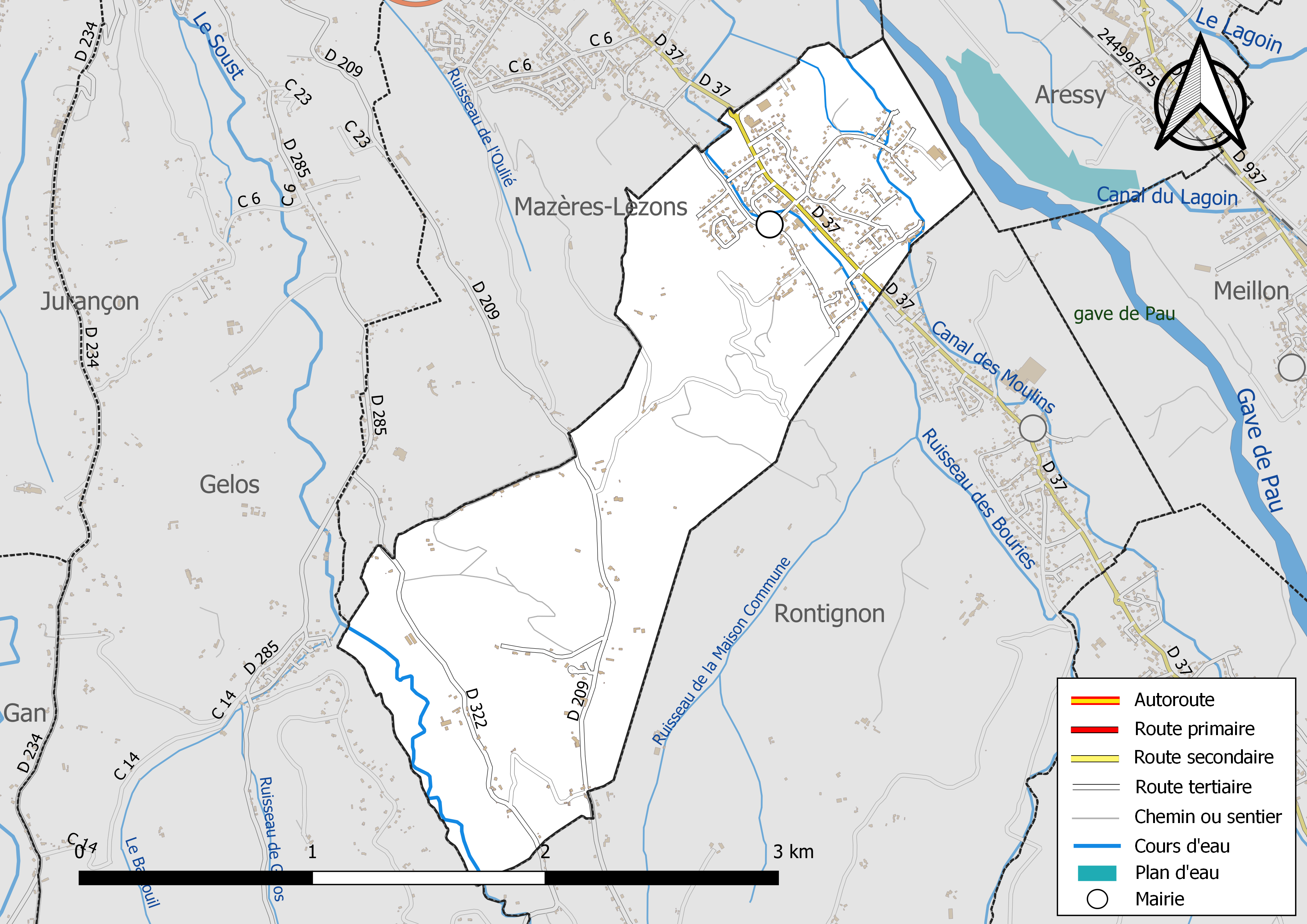
Réseaux hydrographique et routier d'Uzos.

La commune est drainée par le Soust, le canal des Moulins, le ruisseau des Bouries et par divers petits cours d'eau, constituant un réseau hydrographique de 4 km de longueur totale,.
Le Soust, d'une longueur totale de 24,4 km, prend sa source dans la commune de Sévignacq-Meyracq et s'écoule du sud vers le nord. Il traverse la commune et se jette dans le gave de Pau à Pau, après avoir traversé 7 communes.

### Climat
Pour des articles plus généraux, voir Climat de la Nouvelle-Aquitaine et Climat des Pyrénées-Atlantiques.
Historiquement, la commune est exposée à un climat de montagne.  
En 2020, Météo-France publie une typologie des climats de la France métropolitaine dans laquelle la commune est toujours exposée à un climat de montagne et est dans la région climatique Pyrénées atlantiques, caractérisée par une pluviométrie élevée (>1 200 mm/an) en toutes saisons, des hivers très doux (7,5 °C en plaine) et des vents faibles.
Pour la période 1971-2000, la température annuelle moyenne est de 13,3 °C, avec une amplitude thermique annuelle de 14,1 °C. Le cumul annuel moyen de précipitations est de 1 345 mm, avec 11,8 jours de précipitations en janvier et 8,4 jours en juillet. Pour la période 1991-2020, la température moyenne annuelle observée sur la station météorologique la plus proche, située sur la commune de Bénéjacq à 14 km à vol d'oiseau, est de 13,4 °C et le cumul annuel moyen de précipitations est de 1 244,1 mm,. Pour l'avenir, les paramètres climatiques de la commune estimés pour 2050 selon différents scénarios d’émission de gaz à effet de serre sont consultables sur un site dédié publié par Météo-France en novembre 2022.

### Milieux naturels et biodiversité
Uzos fait partie du site Natura 2000 du gave de Pau (FR 7200781), zone spéciale de conservation en raison de l'intérêt de son vaste réseau hydrographique couplé avec un système de saligues encore vivace.
La commune est concernée par un site inscrit en tant que monument naturel. Il s'agit du parc du château de Chazal, l'un des 17 sites qui composent le panorama vu depuis le Boulevard des Pyrénées à Pau et dénommé Horizons palois. L'édifice serait un don de Napoléon III au général Chazal.

### Écologie
Uzos fait partie des 34 communes du territoire à risques importants d'inondation (TRI) de Pau et bénéficie à ce titre d'un plan de prévention du risque inondation (PPRI).

## Urbanisme

### Typologie
Au 1er janvier 2024, Uzos est catégorisée commune rurale à habitat dispersé, selon la nouvelle grille communale de densité à sept niveaux définie par l'Insee en 2022.
Elle appartient à l'unité urbaine de Pau, une agglomération intra-départementale regroupant 55  communes, dont elle est une commune de la banlieue,,. Par ailleurs la commune fait partie de l'aire d'attraction de Pau, dont elle est une commune de la couronne,. Cette aire, qui regroupe 227 communes, est catégorisée dans les aires de 200 000 à moins de 700 000 habitants,.

### Occupation des sols

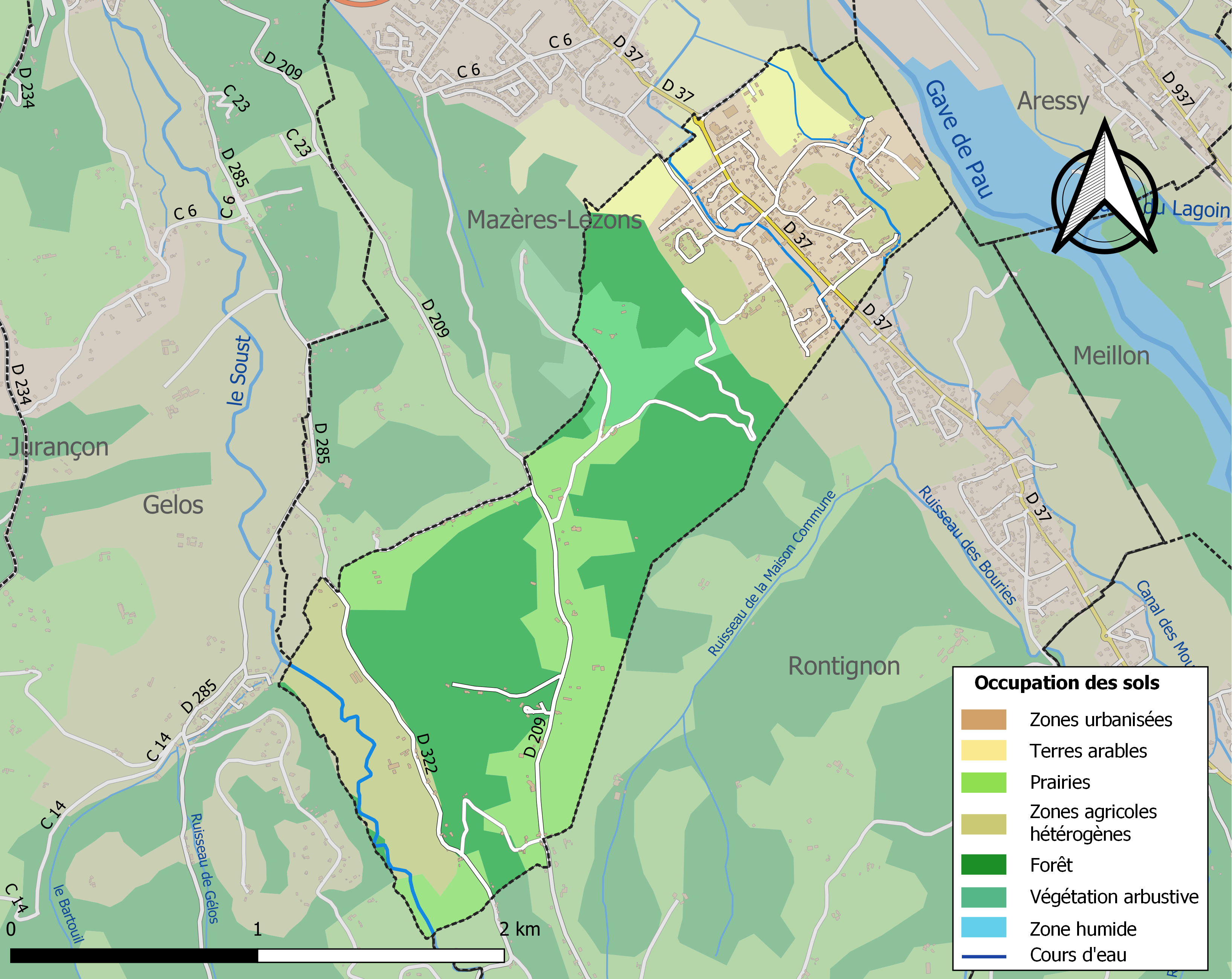
Carte des infrastructures et de l'occupation des sols de la commune en 2018 (CLC).

L'occupation des sols de la commune, telle qu'elle ressort de la base de données européenne d’occupation biophysique des sols Corine Land Cover (CLC), est marquée par l'importance des territoires agricoles (44,6 % en 2018), en diminution par rapport à 1990 (47,4 %). La répartition détaillée en 2018 est la suivante : 
forêts (36,5 %), zones agricoles hétérogènes (21,1 %), prairies (18,9 %), zones urbanisées (14,1 %), milieux à végétation arbustive et/ou herbacée (4,8 %), terres arables (4,6 %). L'évolution de l’occupation des sols de la commune et de ses infrastructures peut être observée sur les différentes représentations cartographiques du territoire : la carte de Cassini (XVIIIe siècle), la carte d'état-major (1820-1866) et les cartes ou photos aériennes de l'IGN pour la période actuelle (1950 à aujourd'hui).

### Planification de l'urbanisme
La commune disposait d'un plan local d'urbanisme (PLU) auquel s'est substitué en 2020 le PLU intercommunal du Grand Pau approuvé le 19 décembre 2019. Ce plan identifie des espaces périphériques du cœur de pays de l'agglomération paloise et Uzos s'inscrit dans le secteur de la Plaine du Gave (secteur Sud-Est) qui regroupe les quatre communes d'Aressy, Meillon, Uzos et Rontignon. Le secteur est qualifié comme espace de développement résidentiel mesuré qui présente une dominante agricole et paysagère. Au sein de ce secteur, la commune affiche une vocation résidentielle.
Plus largement, Uzos s'inscrit dans le schéma de cohérence territoriale du Grand Pau. A ce titre, Uzos doit notamment :
- veiller à préserver le grand paysage des « Versants remarquables » qui marquent une rupture importante depuis la plaine de Pau[28].
- s'impliquer dans les « démarches d'élaboration, de définition et de mise en œuvre » des objectifs des sites Natura 2000 et plus précisément du site du gave de Pau[28] ;
- s'impliquer dans le « projet global pour la Saligue du gave de Pau », espace spécifique remarquable[28].

### Voies de communication et transports
La commune est desservie par la route départementale D 37 et par la ligne 805 Pau-Lourdes proposée par le Syndicat mixte des transports urbains Pau Porte des Pyrénées, à raison de 11 trajets par jour.

### Risques majeurs
Le territoire de la commune d'Uzos est vulnérable à différents aléas naturels : météorologiques (tempête, orage, neige, grand froid, canicule ou sécheresse), inondations et séisme (sismicité moyenne). Il est également exposé à un risque technologique,  le transport de matières dangereuses, et à un risque particulier : le risque de radon. Un site publié par le BRGM permet d'évaluer simplement et rapidement les risques d'un bien localisé soit par son adresse soit par le numéro de sa parcelle.

#### Risques naturels
La commune fait partie du territoire à risques importants d'inondation (TRI) de Pau, regroupant 34 communes concernées par un risque de débordement du gave de Pau, un des 18 TRI qui ont été arrêtés fin 2012 sur le bassin Adour-Garonne. Les événements antérieurs à 2014 les plus significatifs sont les crues de 1800, crue la plus importante enregistrée à Orthez (H = 15,42 m au pont d'Orthez), du 23 juin 1875, exceptionnelle par son ampleur géographique, des 27 et 28 octobre 1937, la plus grosse crue enregistrée à Lourdes depuis 1875, du 3 février 1952, du 27 janvier 1972 (10,46 m à Orthez pour Q = 725 m3/s), du 28 novembre 1974, du 1er juin 1978 (3,40 m à Rieulhès pour Q = 504 m3/s) et du 19 juin 2013. Des cartes des surfaces inondables ont été établies pour trois scénarios : fréquent (crue de temps de retour de 10 ans à 30 ans), moyen (temps de retour de 100 ans à 300 ans) et extrême (temps de retour de l'ordre de 1 000 ans, qui met en défaut tout système de protection). La commune a été reconnue en état de catastrophe naturelle au titre des dommages causés par les inondations et coulées de boue survenues en 1982, 1992, 2009 et 2018,.

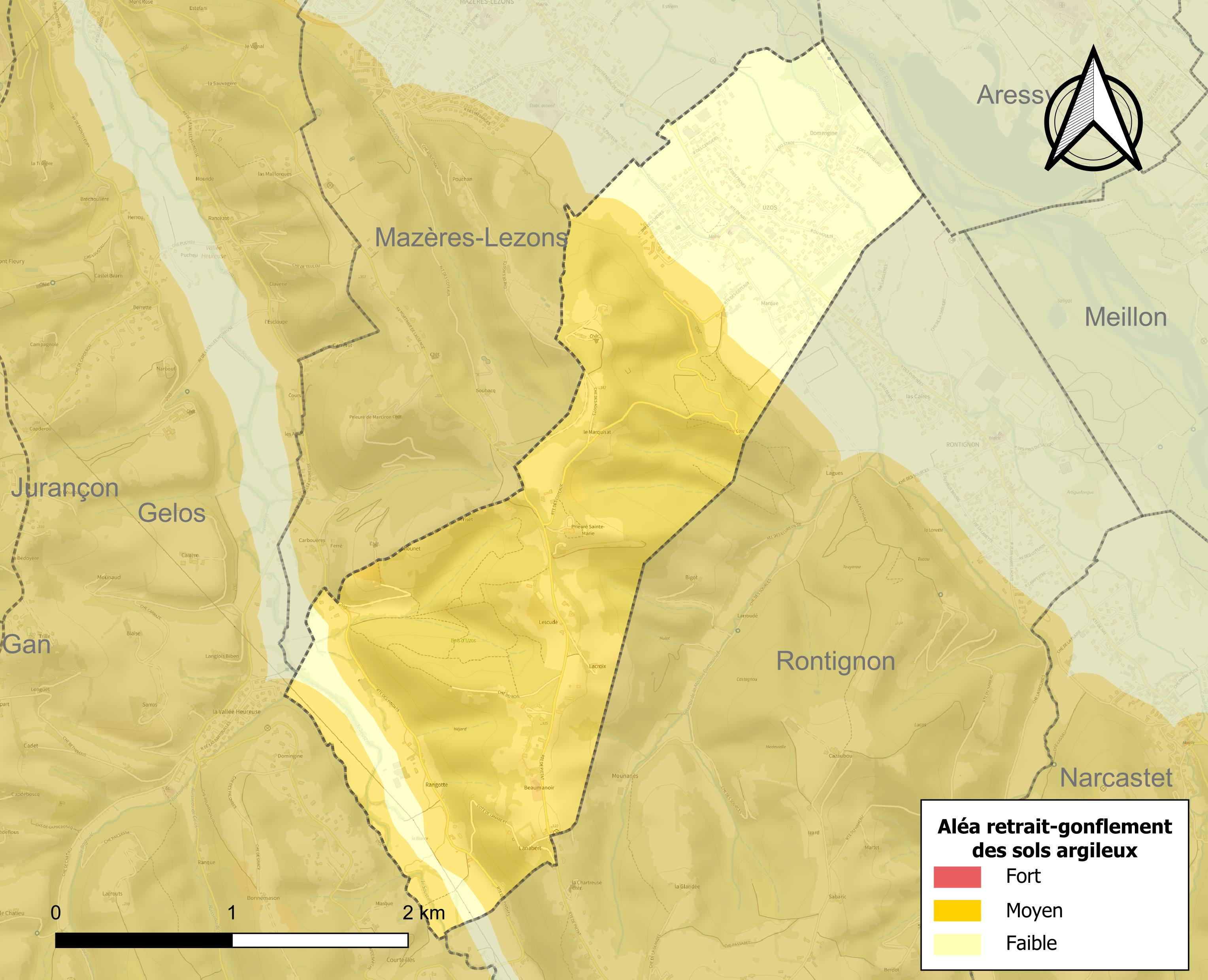
Carte des zones d'aléa retrait-gonflement des sols argileux d'Uzos.

Le retrait-gonflement des sols argileux est susceptible d'engendrer des dommages importants aux bâtiments en cas d’alternance de périodes de sécheresse et de pluie. 69,3 % de la superficie communale est en aléa moyen ou fort (59 % au niveau départemental et 48,5 % au niveau national). Depuis le 1er octobre 2020, en application de la loi ELAN, différentes contraintes s'imposent aux vendeurs, maîtres d'ouvrages ou constructeurs de biens situés dans une zone classée en aléa moyen ou fort,.

#### Risque particulier
Dans plusieurs parties du territoire national, le radon, accumulé dans certains logements ou autres locaux, peut constituer une source significative d’exposition de la population aux rayonnements ionisants. Selon la classification de 2018, la commune d'Uzos est classée en zone 2, à savoir zone à potentiel radon faible mais sur lesquelles des facteurs géologiques particuliers peuvent faciliter le transfert du radon vers les bâtiments.

## Toponymie
Le toponyme Uzos apparaît sous les formes 
Uzoss (1286, titres de Béarn), 
Usos (XIIIe siècle, fors de Béarn), 
Ussos et Usoos (respectivement 1536 et 1675, réformation de Béarn).

## Histoire
Uzos n'est pas cité avant le XIIIe siècle : son toponyme plus ancien a pu s'appliquer à un domaine qui a transmis son nom au village qui figure dans le Censier de Béarn de 1385. Le nom d'Uzos tirerait ainsi ses origines d'Usius, le propriétaire gallo-romain de la villa.
Selon Jean Loubergé, le village relève de la troisième phase de peuplement de la vallée moyenne du Gave de Pau, qui s'opère à la fin du XIIIe siècle et au début du XIVe siècle à l'initiative des seigneurs de Béarn, fondateurs des bastides de Montaut (1309) et de Lestelle (1335).
Le château d'Uzos, entre coteaux et canal, fut construit en 1268. Il était le siège du seigneur d'Uzos à l'époque féodale. Ce château modeste, ou plutôt demeure fortifiée, construit en galets du gave, de plan rectangulaire, comporte une tour carrée à l'un de ses angles. La salle basse de ce petit donjon, pourvue à l'origine de deux archères, servait à la défense tandis que la salle haute était réservée à la résidence. Les deux fenêtres géminées qui l'éclairaient ont été conservées.
Paul Raymond note qu'en 1385, Uzos comptait douze feux et dépendait du bailliage de Pau.
À l'instar des autres villages de la vallée du Gave, Uzos vivait à l'époque médiévale de l'élevage (poules, oies et plus tard canards, porcs pour la consommation familiale et pour la vente des jambons, chèvres et moutons) et pratiquait une polyculture variée. Les céréales étaient majoritairement cultivées : seigle, orge, avoine, froment et surtout millet, utilisé pour le pain en Béarn. Les légumes de plein champ y étaient aussi cultivés (fèves et pois) ainsi que les plantes potagères (choux, poireaux, oignons, artichauts et aulx). Chaque ferme détenait son verger avec cerisiers, pruniers, néfliers, figuiers, poiriers, noyers pour l'huile et pommiers pour le cidre, la vigne, connue dès l'an mille près de Nay, ne se répandant que plus tardivement sur les coteaux. La petite tenure, d'une étendue moyenne de 7 ha, s'est longtemps maintenue dans la vallée, la pratique du droit d'aînesse permettant d'éviter le morcellement des propriétés.
À partir du XVIe siècle, la vallée du Gave, dont Uzos, devient la première région économique du Béarn et ses villages fournissent les villes de Pau et de Nay.
Au XVIIIe siècle, le millet cède la place au maïs qui fournit non seulement la population locale mais sert aussi à l'exportation vers la Galice et le Portugal puis vers l'Irlande à partir du XIXe siècle. Les anciens modes de pâturage, communautaires, sont abandonnés au profit d'un élevage individuel et stable. L'élevage des porcins se maintient de même que celui des volailles, grâce à la culture du maïs. alimentant le commerce des plumes. En revanche, l'élevage des ovins recule devant les progrès de l'élevage des bovins.
En 1929, chaque village sur la rive gauche du Gave de Nay à Uzos, détient en moyenne 150 vaches, les fermes se spécialisant dans la fourniture du lait.

## Politique et administration

### Administration municipale
Le nombre d'habitants au recensement de 2011 étant compris entre 100 et 499, le nombre de membres du conseil municipal pour l'élection de 2014 est de onze,.
À la suite de la démission, le 30 janvier 2024, du maire de la commune, Jean Othax, sa première adjointe, Marie-Hélène Jouanine, a été élue à l'unanimité lors de la réunion du conseil municipal du 1er février 2024.

### Rattachements administratifs et électoraux
La commune d'Uzos fait partie de l'arrondissement de Pau et du canton d'Ouzom, Gaves et Rives du Neez.

### Liste des maires
| Période | Période  | Identité              | Étiquette      | Qualité                                    |
| ------- | -------- | --------------------- | -------------- | ------------------------------------------ |
| 1995    | 2024     | Jean Othax            | UMP            | PDG de la Maison Francis Miot              |
| 2024    | En cours | Marie-Hélène Jouanine | non communiqué | Ingénieure et cadre technique d'entreprise |

### Intercommunalité
Uzos fait partie de huit structures intercommunales :
- la communauté d'agglomération de Pau Béarn Pyrénées ;
- le syndicat à vocation unique de régulation des cours d'eau ;
- le syndicat AEP de la région de Jurançon ;
- le syndicat d'énergie des Pyrénées-Atlantiques ;
- le syndicat intercommunal centre de loisirs de Narcastet ;
- le syndicat intercommunal d'assainissement de Narcastet, Rontignon, Uzos ;
- le syndicat intercommunal d'études et de travaux d'aménagement du Soust et de ses affluents ;
- le syndicat intercommunal de défense contre les inondations du gave de Pau.

La commune accueille le siège du syndicat intercommunal d'assainissement de Narcastet, Rontignon, Uzos.

## Population et société

### Démographie
L'évolution du nombre d'habitants est connue à travers les recensements de la population effectués dans la commune depuis 1793. Pour les communes de moins de 10 000 habitants, une enquête de recensement portant sur toute la population est réalisée tous les cinq ans, les populations de référence des années intermédiaires étant quant à elles estimées par interpolation ou extrapolation. Pour la commune, le premier recensement exhaustif entrant dans le cadre du nouveau dispositif a été réalisé en 2008.

En 2022, la commune comptait 851 habitants, en évolution de +17,38 % par rapport à 2016 (Pyrénées-Atlantiques : +3,78 %, France hors Mayotte : +2,11 %).
| 1793 | 1800 | 1806 | 1821 | 1831 | 1836 | 1841 | 1846 | 1851 |
| ---- | ---- | ---- | ---- | ---- | ---- | ---- | ---- | ---- |
| 231  | 249  | 263  | 271  | 221  | 292  | 299  | 306  | 282  |

| 1856 | 1861 | 1866 | 1872 | 1876 | 1881 | 1886 | 1891 | 1896 |
| ---- | ---- | ---- | ---- | ---- | ---- | ---- | ---- | ---- |
| 271  | 261  | 270  | 280  | 285  | 275  | 250  | 217  | 242  |

| 1901 | 1906 | 1911 | 1921 | 1926 | 1931 | 1936 | 1946 | 1954 |
| ---- | ---- | ---- | ---- | ---- | ---- | ---- | ---- | ---- |
| 272  | 258  | 269  | 233  | 230  | 232  | 232  | 234  | 258  |

| 1962 | 1968 | 1975 | 1982 | 1990 | 1999 | 2006 | 2008 | 2013 |
| ---- | ---- | ---- | ---- | ---- | ---- | ---- | ---- | ---- |
| 269  | 361  | 524  | 560  | 664  | 709  | 732  | 739  | 714  |

| 2018 | 2022 | - | - | - | - | - | - | - |
| ---- | ---- | - | - | - | - | - | - | - |
| 759  | 851  | - | - | - | - | - | - | - |

| selon la population municipale des années : | 1968 | 1975 | 1982 | 1990 | 1999 | 2006 | 2009 | 2013 |
| Rang de la commune dans le département      | 192  | 150  | 145  | 131  | 121  | 135  | 139  | 145  |
| Nombre de communes du département           | 560  | 536  | 539  | 543  | 545  | 547  | 547  | 547  |

### Économie
Selon les chiffres de l'INSEE publiés le 25 septembre 2018, le taux de chômage dans la commune était de 7,1% fin 2015. Il n'a cessé de baisser depuis pour atteindre le taux de 6,3 % fin 2021.
La commune fait partie des zones AOC du vignoble du Jurançon et du Béarn et de celle de l'ossau-iraty. Elle comptait fin 2015 sept exploitations agricoles.

### Santé
Depuis 2007, les habitants disposent d'un centre commerçant qui regroupe plusieurs professionnels de la santé.
Par ailleurs se trouve implantée à Uzos une maison de retraite médicalisée, Le beau manoir, établissement privé non conventionné qui a une capacité d'accueil de 65 lits.

### Enseignement
Uzos dispose d'un groupe scolaire Christian et Marie-José Lanouguère, composé de trois classes (cycles 1, 2 et 3) qui accueille 72 élèves à la rentrée 2018/2019. Un service municipal de garderie est assuré matin et soir les jours d'école. Les élèves peuvent en outre bénéficier d'une cantine dont les repas sont confectionnés sur place.

### Culture et festivité
Uzos connaît une vie associative et culturelle dynamique relativement à la taille du village : association ADIHU, association des parents d'élève, ASCUR, ASMUR, comité des fêtes, association 1,2,3, Pestacles !, Rencontres et Loisirs.
Un festival de spectacles vivants pour Jeune Public, le Festival 1,2,3, Pestacles!, parrainé par Tony Estanguet, a vu le jour en 2014 et a lieu chaque année en mai, sur trois jours.

### Sports
Chasse.
Depuis 2005, la Boucle d'Uzos permet la randonnée pédestre, VTT ou équestre.
Un centre équestre privé, labellisé Ecole française d'équitation, se trouve implanté à Uzos depuis 2011 : Les Ecuries de la Vallée heureuse. Il propose une écurie de 16 box, deux carrières, deux manèges, un club-house et des aires de travail en herbe.

#### ASMUR
L'Association sportive Mazères-Uzos-Rontignon ou ASMUR est le club de football représentatif d'Uzos, créé en 1987. Il est né de la fusion de deux clubs, l'Association sportive et culturelle d'Uzos et Rontignon (ASCUR) et l’Association sportive Mazères (créé en 1945) et des 3 communes béarnaises de Mazères-Lezons, Uzos et Rontignon.
L'Association sportive et culturelle Uzos-Rontignon résultait d'une fusion entre le Groupe sportif Uzos (créé en 1966) et Groupe sportif Rontignon qui avait vu le jour en 1964.

#### Équipements sportifs
La commune dispose d'une salle polyvalente près de laquelle se trouvent un terrain découvert de basket-ball et un terrain de pétanque - boulodrome. Elle offre aussi à ses administrés un terrain d'entrainement pour le football, rue du Stade.

### Écologie et recyclage
En matière d'occupation des sols, la commune d'Uzos comporte 11,3% de territoires artificialisés, 41,8% de terres agricoles et 41,4% de forêts et milieux semi-naturels.
La commune appartient au territoire de l'agence de l'eau Adour-Garonne et se situe dans le bassin versant du gave de Pau du confluent du Béez au confluent de l'Adour.
En matière de risques, Uzos est concerné par le risque  technologique de transport de matières dangereuses et les risques naturels d'inondations (crue rapide), de tempête et sismiques (sécurité 4, niveau moyen).
La commune est traversée par un cours d'eau, le Soust, qui bénéficie d'un classement afin de protéger sa continuité écologique.
La commune ne comporte ni déchetterie ni installation de traitement des ordures ménagères.

## Culture locale et patrimoine

### Patrimoine civil
À Uzos, siège de la Maison Francis Miot, confiturier du Sud-ouest de la France, ont été inventées les coucougnettes, confiserie couronnée du prix du Meilleur bonbon de France au Salon Intersuc à Paris en 2000.
À Uzos sont organisées chaque année les olympiades de l'omelette, un concours local de la meilleure omelette courant avril.
Un festival de spectacles vivants pour Jeune Public, Festival 1,2,3,Pestacles!,  parrainé par Tony Estanguet, a vu le jour en 2014 et a lieu chaque année en mai, sur 3 jours.

### Patrimoine religieux

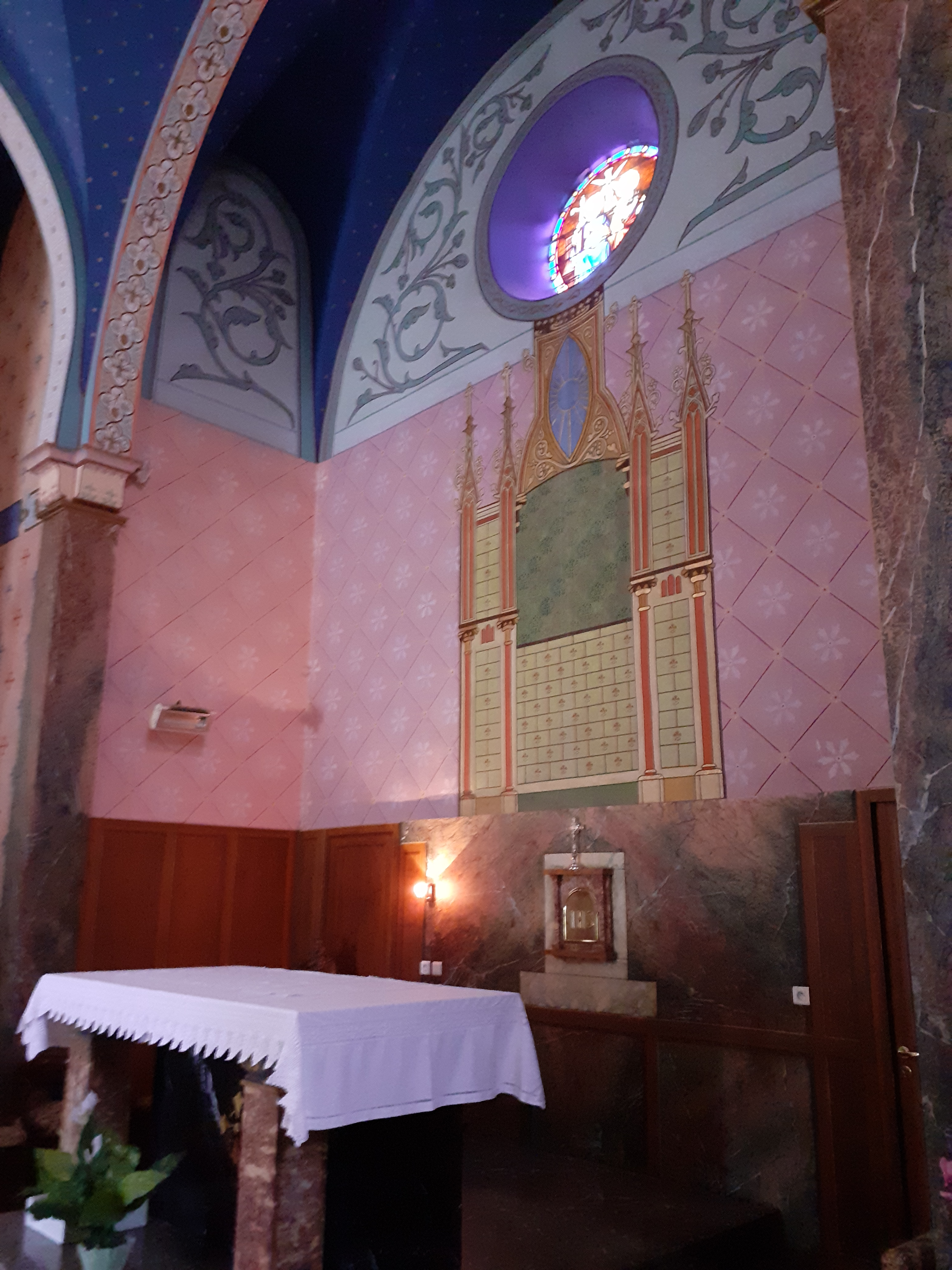
Décor peint de l'église (juillet 2022).

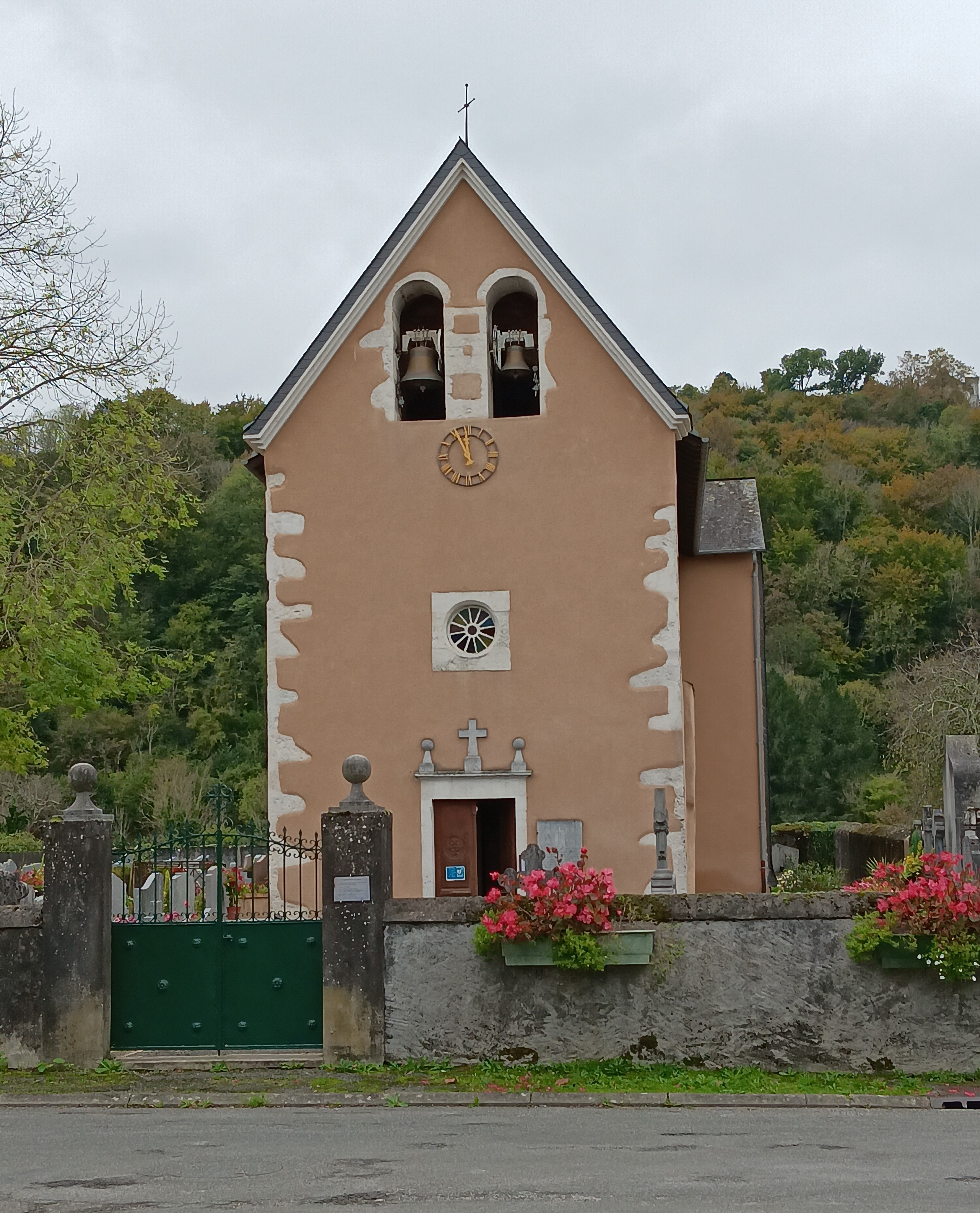
Façade de l'église (octobre 2024).

L'église Saint Jacques-le-Majeur, fut construite vers 1850. Sa nef voûtée en croisées d'ogives est flanquée de deux chapelles latérales formant transept. Elle ne comporte pas de clocher tour mais sa toiture à longs pans d'ardoises est surmontée d'une croix en métal qui marque la fonction religieuse de l'édifice. L'église est toutefois dotée de deux cloches sous combles, logées dans des baies qui s'ouvrent sur le mur de façade. La simple porte rectangulaire d'entrée de l'édifice est soulignée d'un entablement de pierre orné d'une croix en son centre.
A l'intérieur, l'église comporte une tribune. Les murs de son chevet plat et de ses chapelles latérales présentent un décor peint qui a été  exécuté par  Alfred Van de Gejuchte en 1944.

### Personnalités liées à la commune

#### Nées auXVIIesiècle
- Cyprien de Loyard : vicaire général, archidiacre de l'évêché d'Elne, conseiller au Parlement (fin XVIIe, début XVIIIe siècle).

#### Nées auXIXesiècle
- Pierre Emmanuel Félix Chazal, né en 1808 à Tarbes et décédé en 1892 à Uzos, est un militaire et homme politique belge. Une avenue de Bruxelles porte son nom.

#### Nées auXXesiècle
- Francis Miot, né le 9 février 1948 et mort le 20 novembre 2015 à Pau, meilleur confiturier de France, membre de l'académie culinaire de France, triple champion du monde dans sa spécialité, qui a remporté la coupe de France de la confiserie et dix Cordons Bleus InterSuc. Créateur des Coucougnettes du Vert-Galant  élues meilleur bonbon de France en 2000 au 45e salon international de la confiserie à Paris[63], de la confiture aux couilles du pape et des Tétons de la Reine Margot[64].
- Robert Aymard, né le 21 décembre 1917 à Auch (Gers (département)) et mort le 19 décembre 2021 à Uzos, historien et linguiste, spécialiste des Pyrénées[65].